# Eric Nyari
Eric Nyari (* 20. Oktober 1981) ist ein US-amerikanischer Filmproduzent.

## Leben
Eric Nyari ist der Sohn von Balazs Nyari, dem Präsidenten von Cineric, einem Post-Produktionsstudios in New York. Er ist Präsident von Cineric Creative und internationaler Repräsentant der Firma seines Vaters.
2002 zog er nach Japan und produzierte 2009 seinen ersten Film. Dabei handelte es sich um die Filmkomödie Cast Me If You Can (Wakiyaku monogatari). Im Anschluss produzierte er mehr als 20 Filme in den Vereinigten Staaten und Japan.
2017 heiratete er die Filmemacherin Ema Ryan Yamazaki, mit der er einige Filme zusammen drehte. Unter anderem drehte er mit ihr The Making of a Japanese über ein erstes und ein sechstes Schuljahr im japanischen Schulsystem. Von dem Filmmaterial wurde der Kurz-Dokumentarfilm Instruments of a Beating Heart erstellt, der den Kurzfilmpreis der International Documentary Association gewann und bei der Oscarverleihung 2025 als Bester Kurzfilm nominiert wurde.  Im gleichen Jahr wurde er außerdem für Black Box Diaries in der Kategorie Bester Dokumentarfilm nominiert.
Des Weiteren produzierte er mehrere Konzertfilme von Ryūichi Sakamoto.

## Filmografie (Auswahl)
- 2010: Wakiyaku monogatari
- 2011: Wer's glaubt, wird selig – Salvation Boulevard (Salvation Boulevard)
- 2011: Almost Perfect
- 2012: Um jeden Preis – At Any Price (At Any Price)
- 2014: Young Bodies Heal Quickly
- 2016: Monte
- 2017: Monkey Business: The Adventures of Curious George's Creators
- 2017: Ryuichi Sakamoto: Coda
- 2018: Ryuichi Sakamoto: async at the Park Avenue Armory
- 2019: Koshien: Japan's Field of Dreams
- 2020: Chaya: Ailey's Keeper of the Flame (Kurzfilm)
- 2020: Nackte Herzen: Die Zeit der Odoriko (Odoriko)
- 2021: I Was a Simple Man
- 2022: Nude at Heart
- 2023: The Making of a Japanese
- 2023: Opus – Ryuichi Sakamoto
- 2024: Instruments of a Beating Heart (Kurz-Dokumentarfilm)
- 2024: Black Box Diaries (Dokumentarfilm)